# Авганистан на Летњим олимпијским играма 1964.
Авганистан се такмичио на Летњим олимпијским играма 1964. у Токију. Национална делегација се састојала од осам такмичара.

## Рвање
Мушки слободни стил
| Спортиста           | Догађај | 1. рунда              | 2. рунда                   | 3. рунда             | 4. коло               | 5. рунда           | Коначно / BM       | Коначно / BM |
| Спортиста           | Догађај | Опозиција Резултат    | Опозиција Резултат         | Опозиција Резултат   | Опозиција Резултат    | Опозиција Резултат | Опозиција Резултат | Ранг         |
| ------------------- | --- | --------------------- | -------------------------- | -------------------- | --------------------- | ------------------ | ------------------ | ------------ |
| Фаиз Мохамед Какшар | −52 кг | Grassi (ITA) · Л 1-3  | O'Connor (IRL) · Л јесен   | није напредовао      | није напредовао       | није напредовао    | није напредовао    | 16           |
| Мохамед Дауд Анвари | −57 кг | Akbaş (TUR) · Л 1-3   | Khodabandeh (IRN) · Л 1-3  | није напредовао      | није напредовао       | није напредовао    | није напредовао    | 14           |
| Мохамед Ебрахими    | −62 кг\|data-sort-value="" style="background: #ececec; color: #2C2C2C; vertical-align: middle; text-align: center; " class="table-na" \| BYE | Romero (ARG) · W Fall | Aspen (GBR) · П 3-1        | Ivanov (BUL) · Л 1-3 | Douglas (USA) · Л 1-3 | није напредовао    | 5                  |              |
| Ђан-ака Ђан         | −67 кг | Vario (ARG) · П 3-1   | Dong-Gu (KOR) · Л 1-3      | Rost (EUA) · Л 1-3   | није напредовао       | није напредовао    | није напредовао    | 11           |
| Шакар Кан Шакар     | −73 кг | Allen (GBR) · Н 2-2   | Sagharadze (URS) · Л јесен | није напредовао      | није напредовао       | није напредовао    | није напредовао    | 16           |

Мушкарци, грчко-римски стил
| Спортиста       | Догађај | 1. рунда                   | 2. рунда                | 3. рунда              | 4. коло            | 5. рунда           | Коначно / BM       | Коначно / BM |
| Спортиста       | Догађај | Опозиција Резултат         | Опозиција Резултат      | Опозиција Резултат    | Опозиција Резултат | Опозиција Резултат | Опозиција Резултат | Ранг         |
| --------------- | ------- | -------------------------- | ----------------------- | --------------------- | ------------------ | ------------------ | ------------------ | ------------ |
| Нур Улах Нур    | −57 кг  | Ichiguchi (JPN) · Л јесен  | Fitch (USA) · Л 1-3     | није напредовао       | није напредовао    | није напредовао    | није напредовао    | 15           |
| Нур Ака Сајед   | −62 кг  | Martinović (YUG) · Л јесен | Bolocan (ROM) · Л јесен | није напредовао       | није напредовао    | није напредовао    | није напредовао    | 24           |
| Вахид Улах Заид | −67 кг  | Echaniz (MEX) · Д жреб     | Madsen (DEN) · Л 1-3    | Schmitt (EUA) · L 0-4 | није напредовао    | није напредовао    | није напредовао    | 12           |